# Pedras de Maria da Cruz
Pedras de Maria da Cruz – miasto i gmina w Brazylii, w stanie Minas Gerais.